# Empoascanara dravidana
Empoascanara dravidana är en insektsart som beskrevs av Irena Dworakowska 1980. Empoascanara dravidana ingår i släktet Empoascanara och familjen dvärgstritar. Inga underarter finns listade i Catalogue of Life.